# Міжнародна непатентована назва
Міжнародна непатентована назва (абр. МНН, англ. International Nonproprietary Name (INN)) — назва лікарського засобу або активного інгредієнту, прийнята Всесвітньою організацією охорони здоров'я (ВООЗ). Використання МНН робить комунікацію більш точною за рахунок використання стандартної назви кожного активного інгредієнту, що дозволяє уникнути помилок при прописуванні ліків.
Кожна МНН унікальна, але містить основу, яка є загальною для інших лікарських засобів того ж класу; наприклад, бета-блокатори пропанолол та атенолол містять суфікс -олол, бензодіазепіни лоразепам та діазепам — суфікс -азепам.

## Основи назв
Лікарські засоби одного терапевтичного або хімічного класу зазвичай отримують назви із загальною основою. Ці основи, як правило, розміщуються наприкінці слова.
Приклади:
- -аніб для інгібіторів ангіогенезу (пазопаніб)
- -ансерін для антагоністів рецептору серотоніну (рітансерін[en])
- -аріт для антиаритмічних засобів (лобензаріт[en])
- -аза для ферментів (стрептокіназа)
- -азепам для бензодіазепинів (діазепам)
- -каїн для місцевих анестетиків (лідокаїн)
- -коксиб для інгібіторів ЦОГ-2 (целекоксиб)
- -маб для моноклональних антитіл (інфліксимаб)
- -навір для антиретровірусних інгібіторів протеїназ (дарунавір)
- -олол для бета-блокаторів (атенолол)
- -прил для інгібіторів АПФ (еналаприл)
- -сартан для антагоністів ангіотензин-II рецепторів (лозартан)
- -тініб для інгібіторів тирозинкінази (іматиніб)
- -вастатин для інгібіторів ГМГ-КоА редуктази (симвастатин)
- -вір для противірусних засобів (ритонавір)
- арте- для артемізинінових протималярійних засобів
- цеф- для цефалоспоринів (цефтріаксон)
- йо- для йод-вмістних радіопрепаратів
- -век для векторів генної терапії (аліпоген тіпарвовек)

У практиці широко використовується слово «генерик», або «дженерик» — від англ. generic.

## Приклад
| INN:                                                   | Парацетамол (Paracetamol)                                                                   |
| Назва у Великій Британії (British Approved Name, BAN): | Paracetamol                                                                                 |
| Назва в США (United States Adopted Name, USAN):        | Acetaminophen                                                                               |
| Інші дженеричні назви:                                 | N-acetyl-p-aminophenol, APAP, p-Acetamidophenol, Acetamol, ...                              |
| Бренди:                                                | Тайленол®, Панадол®, Panamax®, Perdolan®, Calpol®, Doliprane®, Tachipirina®, ben-u-ron®,... |
| Назва за IUPAC:                                        | N-(4-гідроксифеніл)-ацетамід                                                                |

## Інші назви
Назва лікарського засобу – це позначення у вигляді слова або сполучення літер (і цифр), що має загалом словесний характер. Станом на  2018 кількість назв лікарських препаратів перевищило 200 000.
Залежно від функціонального призначення можна виділити три види назв, що належать до одного об’єкта – конкретного лікарського засобу: 
1. Хімічна (або наукова) назва;
2. «Невласна» або «непатентована» назва: 
  - Міжнародна непатентована назва (МНН)
  - Узвичаєна назва (УН)
3. Торгова назва (ТН)[2][3]